# Марија из Бетаније
Марија из Бетаније је била сестра Марте из Бетаније.
Марта и Марија су библијске личности, сестре Лазареве, које се помињу у Јеванђељу. После вазнесења Исуса Христа, Лазар је отишао да проповеда Јеванђеље. У томе су му помагале и сестре његове. Не зна се где су преминуле.
Српска православна црква слави их 4. јуна по црквеном, а 17. јуна по грегоријанском календару.